# Eredivisie (vrouwenhandbal) 2015/16
De Lotto Eredivisie is de hoogste afdeling van het Nederlandse handbal bij de vrouwen op landelijk niveau. In het seizoen 2014/2015 werd SERCODAK Dalfsen landskampioen. DSS degradeerde naar de Eerste divisie.

## Opzet
- Er wordt eerst een volledige competitie gespeeld. Daarna worden de teams in twee poules opgedeeld. De zes hoogst geëindigde ploegen gaan verder in de zogenaamde kampioenspoule en de vier laagst geëindigde ploegen in de zogenaamde degradatiepoule.
- De vier ploegen in de degradatiepoule spelen onderling een volledige competitie waarbij de nummer 7 uit de reguliere competitie met 4 bonus/startpunten begint en, dit zo aflopend tot, 1 startpunt voor de nummer 10 uit de reguliere competitie.
- De ploeg die in de degradatiepoule als laatste eindigt, degradeert rechtstreeks naar de eerste divisie.
- De zes ploegen in de kampioenspoule beslissen in drie ronden, volgens het knockout systeem, wie zich Nederlands kampioen mag noemen. De twee hoogst geklasseerde teams uit de reguliere competitie zijn vrijgesteld van het spelen van de eerste ronde. In de eerste en tweede ronde wordt een best-of-two gespeeld waarbij het team dat in de reguliere competitie als hoogste is geëindigd, de tweede wedstrijd thuis speelt.
- De finale (derde ronde) is een best-of-three waarbij de ploeg die in de reguliere competitie als hoogste is geëindigd, de eerste en, indien nodig, derde wedstrijd thuis speelt,

## Teams
| Ploeg                   | Plaats           | Provincie     | Trainer(s)                                                | Hal              |
| ----------------------- | ---------------- | ------------- | --------------------------------------------------------- | ---------------- |
| SERCODAK Dalfsen        | Dalfsen          | Overijssel    | Peter Portengen                                           | Trefkoele+       |
| Schuler Afbouwgroep/DOS | Emmer-Compascuum | Drenthe       | Rob Fiege                                                 | De Klabbe        |
| DSS                     | Heemskerk        | Noord-Holland | Johan van Huisstede                                       | De Waterakker    |
| Misker/E&O              | Emmen            | Drenthe       | Mike Rooden                                               | Angelslo         |
| Gilde-BT/HandbaL Venlo  | Venlo            | Limburg       | Richard Curfs                                             | Craneveld        |
| Klink Nijland/Kwiek     | Raalte           | Overijssel    | Henk Woudstra Monique Swartjes                            | Tijenraan        |
| Virto/Quintus           | Kwintsheul       | Zuid-Holland  | Alex Curescu Peter Lauwen ontslagen op november 2015      | Van der Voorthal |
| Westfriesland/SEW       | Nibbixwoud       | Noord-Holland | Saskia van den Brink                                      | De Bloesem       |
| Vlug en Lenig           | Geleen           | Limburg       | Maurice Janssen Geert Brinkman ontslagen op november 2015 | Glanerbrook      |
| Succes Schoonmaak/VOC   | Amsterdam        | Noord-Holland | Bert Bouwer Alex Curescu ontslagen op november 2015       | Elzenhagen       |

## Reguliere competitie

### Stand
| Pos | Team                    | Wed | W  | G | V  | Ptn | DV  | DT  | +/−  | Opmerking            |
| --- | ----------------------- | --- | -- | - | -- | --- | --- | --- | ---- | -------------------- |
| 1   | Succes Schoonmaak/VOC   | 18  | 17 | 1 | 0  | 35  | 631 | 390 | +241 | Naar kampioenspoules |
| 2   | Virto/Quintus           | 18  | 15 | 0 | 3  | 30  | 564 | 361 | +203 | Naar kampioenspoules |
| 3   | SERCODAK Dalfsen        | 18  | 15 | 0 | 3  | 30  | 569 | 395 | +174 | Naar kampioenspoules |
| 4   | Vlug en Lenig           | 18  | 10 | 2 | 6  | 22  | 467 | 417 | +50  | Naar kampioenspoules |
| 5   | Gilde-BT/HandbaL Venlo  | 18  | 7  | 2 | 9  | 16  | 403 | 480 | −77  | Naar kampioenspoules |
| 6   | Schuler Afbouwgroep/DOS | 18  | 7  | 1 | 10 | 15  | 467 | 502 | −35  | Naar kampioenspoules |
| 7   | Westfriesland/SEW       | 18  | 7  | 0 | 11 | 14  | 421 | 444 | −23  | Naar degradatiepoule |
| 8   | Misker/E&O              | 18  | 6  | 1 | 11 | 13  | 429 | 499 | −70  | Naar degradatiepoule |
| 9   | Klink Nijland/Kwiek     | 18  | 2  | 1 | 15 | 5   | 381 | 561 | −180 | Naar degradatiepoule |
| 10  | DSS                     | 18  | 0  | 0 | 18 | 0   | 331 | 614 | −283 | Naar degradatiepoule |

### Uitslagen
| Thuis \ Uit             | DAL   | DOS   | DSS   | E&O   | KWI   | QUI   | SEW   | V&L   | VEN   | VOC   |
| ----------------------- | ----- | ----- | ----- | ----- | ----- | ----- | ----- | ----- | ----- | ----- |
| SERCODAK Dalfsen        |       | 29–25 | 52–17 | 35–20 | 37–17 | 22–24 | 31–21 | 29–15 | 32–22 | 24–26 |
| Schuler Afbouwgroep/DOS | 24–31 |       | 28–15 | 31–20 | 33–20 | 20–26 | 24–23 | 26–27 | 32–21 | 19–40 |
| DSS                     | 22–46 | 26–38 |       | 21–26 | 25–29 | 18–45 | 13–23 | 15–29 | 18–23 | 17–36 |
| Misker/E&O              | 24–32 | 33–21 | 33–23 |       | 34–22 | 19–34 | 22–23 | 21–24 | 22–22 | 28–36 |
| Klink Nijland/Kwiek     | 18–34 | 28–28 | 30–21 | 24–26 |       | 14–36 | 21–38 | 16–21 | 16–25 | 16–45 |
| Virto/Quintus           | 17–19 | 37–14 | 39–16 | 37–17 | 37–20 |       | 31–23 | 33–25 | 36–11 | 25–30 |
| Westfriesland/SEW       | 25–31 | 26–31 | 25–20 | 18–19 | 24–23 | 20–26 |       | 24–23 | 16–19 | 25–27 |
| Vlug en Lenig           | 25–26 | 32–24 | 37–13 | 32–18 | 35–20 | 24–27 | 22–18 |       | 24–19 | 27–27 |
| Gilde-BT/HandbaL Venlo  | 25–37 | 26–23 | 28–21 | 31–27 | 26–24 | 18–30 | 17–28 | 26–26 |       | 23–30 |
| Succes Schoonmaak/VOC   | 28–22 | 42–26 | 47–10 | 33–20 | 36–23 | 31–24 | 44–21 | 35–19 | 38–21 |       |

## Nacompetitie

### Degradatiepoule
| Pos | Team                | Wed | W | G | V | Ptn | DV  | DT  | +/− | Opmerking                           |       | SEW   | E&O   | KWI   | DSS   |
| --- | ------------------- | --- | - | - | - | --- | --- | --- | --- | ----------------------------------- | ----- | ----- | ----- | ----- | ----- |
| 1   | Westfriesland/SEW   | 6   | 4 | 1 | 1 | 13  | 175 | 124 | +51 |                                     |       | —     | 33–34 | 27–13 | 25–13 |
| 2   | Misker/E&O          | 6   | 5 | 0 | 1 | 13  | 170 | 147 | +23 |                                     | 25–30 | —     | 28–25 | 35–18 |       |
| 3   | Klink Nijland/Kwiek | 6   | 2 | 1 | 3 | 7   | 143 | 145 | −2  |                                     | 26–26 | 21–22 | —     | 26–17 |       |
| 4   | DSS                 | 6   | 0 | 0 | 6 | 1   | 106 | 178 | −72 | Degradateert naar de Eerste Divisie |       | 13–34 | 20–26 | 25–32 | —     |

### Kampioenspoules

#### Poule A
| Pos | Team                   | Wed | W | G | V | Ptn | DV  | DT  | +/− | Opmerking         |  | VOC   | DAL   | VEN   |
| --- | ---------------------- | --- | - | - | - | --- | --- | --- | --- | ----------------- |  | ----- | ----- | ----- |
| 1   | Succes Schoonmaak/VOC  | 4   | 3 | 0 | 1 | 12  | 130 | 100 | +30 | Naar halve finale |  | —     | 30–32 | 29–21 |
| 2   | SERCODAK Dalfsen       | 4   | 3 | 0 | 1 | 10  | 122 | 110 | +12 | Naar halve finale |  | 26–34 | —     | 41–24 |
| 3   | Gilde-BT/HandbaL Venlo | 4   | 0 | 0 | 4 | 2   | 88  | 130 | −42 |                   |  | 21–37 | 22–23 | —     |

#### Poule B
| Pos | Team                    | Wed | W | G | V | Ptn | DV  | DT  | +/− | Opmerking         |  | QUI   | V&L   | DOS   |
| --- | ----------------------- | --- | - | - | - | --- | --- | --- | --- | ----------------- |  | ----- | ----- | ----- |
| 1   | Virto/Quintus           | 4   | 4 | 0 | 0 | 13  | 133 | 69  | +64 | Naar halve finale |  | —     | 30–16 | 46–17 |
| 2   | Vlug en Lenig           | 4   | 2 | 0 | 2 | 7   | 103 | 106 | −3  | Naar halve finale |  | 24–27 | —     | 33–26 |
| 3   | Schuler Afbouwgroep/DOS | 4   | 0 | 0 | 4 | 1   | 78  | 139 | −61 |                   |  | 12–30 | 23–30 | —     |

### Halve finales
| Pos | Team                  | Wed | W | G | V | Ptn | DV | DT | +/− | Opmerking                             |  | VOC   | V&L   |
| --- | --------------------- | --- | - | - | - | --- | -- | -- | --- | ------------------------------------- |  | ----- | ----- |
| 1   | Succes Schoonmaak/VOC | 2   | 2 | 0 | 0 | 4   | 61 | 33 | +28 | Speelt Best of Three om kampioenschap |  | —     | 37–17 |
| 2   | Vlug en Lenig         | 2   | 0 | 0 | 2 | 0   | 33 | 61 | −28 |                                       |  | 16–24 | —     |

| Pos | Team             | Wed | W | G | V | Ptn | DV | DT | +/− | Opmerking                             |  | DAL   | QUI   |
| --- | ---------------- | --- | - | - | - | --- | -- | -- | --- | ------------------------------------- |  | ----- | ----- |
| 1   | SERCODAK Dalfsen | 2   | 1 | 0 | 1 | 2   | 46 | 44 | +2  | Speelt Best of Three om kampioenschap |  | —     | 25–21 |
| 2   | Virto/Quintus    | 2   | 1 | 0 | 1 | 2   | 44 | 46 | −2  |                                       |  | 23–21 | —     |

## Best of Three
| 15 mei 2016 | Succer Schoonmaak/VOC | 31 – 24 | SERCODAK Dalfsen | Elzenhagen, Amsterdam |
| 15 mei 2016 |                       |         |                  | Elzenhagen, Amsterdam |
| 15 mei 2016 |                       |         |                  | Elzenhagen, Amsterdam |

| 21 mei 2016 | SERCODAK Dalfsen | 21 – 19 | Succer Schoonmaak/VOC | Trefkoele+, Dalfsen |
| 21 mei 2016 |                  |         |                       | Trefkoele+, Dalfsen |
| 21 mei 2016 |                  |         |                       | Trefkoele+, Dalfsen |

| 29 mei 2016 | Succer Schoonmaak/VOC | 22 – 24 | SERCODAK Dalfsen | Elzenhagen, Amsterdam |
| 29 mei 2016 |                       |         |                  | Elzenhagen, Amsterdam |
| 29 mei 2016 |                       |         |                  | Elzenhagen, Amsterdam |

## Beste handbalsters van het jaar
Na afloop van de interland tussen Nederland en Rusland zijn de seizoensprijzen uitgereikt voor Speler, Keeper en Talent van het Jaar. Deze prijzen zijn toegekend op basis van stemmen van de coaches van de Nederlandse BENE-League en Eredivisieclubs. De prijzen voor Talent van het Jaar zijn bepaald door de bondscoaches Joop Fiege en Henk Groener.
| Categorie           | Winnaar             | Club                  |
| ------------------- | ------------------- | --------------------- |
| Speelster           | Rachel de Haze      | Succes Schoonmaak/VOC |
| Keepster            | Marieke van der Wal | Virto/Quintus         |
| Talent van het jaar | Larissa Nüsser      | SERCODAK Dalfsen      |

De genomineerden waren:
Speelster van het jaar
- Daisy Hage - Virto/Quintus
- Rachel de Haze - Succes Schoonmaak/VOC

Keepster van het jaar
- Marieke van der Wal - Virto/Quintus
- Martine Hoogewoud - Succes Schoonmaak/VOC
- Kristy Zimmerman - SERCODAK Dalfsen